# えびすジャンクション
えびすジャンクションとは、大阪府大阪市浪速区下寺から日本橋東にある阪神高速道路1号環状線と14号松原線のジャンクションである。供用以来名前を与えられていなかったが、2018年5月21日に「えびすジャンクション」という仮称とともに名称が募集され、同年6月28日に仮称の通りに命名された。

## 道路
- 阪神高速1号環状線
- 阪神高速14号松原線

## 歴史
- 1967年（昭和42年）3月10日：1号環状線の道頓堀 - 湊町間が開通[3]。
- 1970年（昭和45年）3月13日：14号松原線の日本橋（当JCT） - 阿倍野間開通により、当JCTが供用[4]。
- 2018年（平成30年）
  - 5月21日：阪神高速道路株式会社がジャンクション名を募集[1]。
  - 6月28日：名称がえびすジャンクションに決定[2]。

## 隣
阪神高速1号環状線
(1-12) 夕陽丘出入口 - えびすJCT - (1-13) えびす町入口
 阪神高速14号松原線
えびすJCT - (14-01) 天王寺出口